# One Nation Under a Groove (chanson)
One Nation Under a Groove est une chanson du groupe américain Funkadelic (créé et dirigé par George Clinton). C'est la chanson titre de leur deuxième album studio, sorti chez Warner Bros. Records en septembre 1978.
La chanson est aussi sortie en single. Aux États-Unis, elle a atteint la 28e place du Hot 100 de Billboard, passant en tout 14 semaines dans le chart,. (Elle a débuté à la 90e place du Billboard Hot 100 pour la semaine du 16 septembre 1978 et atteint la 28e place pour la semaine du 18 novembre,.) Elle a aussi passé six semaines à la 1re place du classement soul (Hot Soul Singles) du même magazine. (Elle a débuté à la 81e place du Billboard Hit Soul Singles pour la semaine du 19 août 1978 et a atteint la 1re place la semaine du 30 septembre,.) 
En 2004, Rolling Stone a classé cette chanson, dans la version originale de Funkadelic, 474e sur sa liste des « 500 plus grandes chansons de tous les temps ». (En 2010, le magazine rock américain a mis à jour sa liste, et la chanson ne figure plus là-dessus.)
La chanson One Nation Under a Groove de Funkadelic est également incluse dans la sélection des « 500 chansons qui ont façonné le rock 'n' roll » (500 Songs that Shaped Rock and Roll) du Rock and Roll Hall of Fame.